# 团结村站
团结村站位于重庆市沙坪坝区土主街道团结村，是中国《中长期铁路网规划》的18个铁路集装箱中心站之一。
团结村站设有12条到发线。东侧为东西长1600米、南北长900米、占地2154亩的重庆铁路集装箱中心站。集装箱中心站设有4个线束8条铁路装卸线，包括一个主集装箱堆场、附集装箱堆场及一个大型冷藏箱区。其中集装箱装卸线4条。集装箱堆场东侧另设有重铁物流团结村基地，设有4条货物线。并设巨龙储运，集钢材运输及经销于一体

## 历史
车站于1975年随襄渝铁路铜西便线开通运营，为四等中间站，位于巴县土主镇伏善村，随邻村名称而定名“团结村站”。襄渝铁路正线从本站南侧引出、经中梁山隧道进入重庆沙坪坝。2004年重庆铁路枢纽规划出台，计划在团结村建设集装箱中心站。
2007年10月31日：重庆铁路集装箱中心站开工建设，一期工程于2009年12月16日正式投入运营，是中国第三个建成投入运营的集装箱中心站。与此同时，位于沙坪坝区的重庆东站和九龙坡区的重庆南站停止集装箱货运功能。
2010年10月8日，重庆铁路集装箱中心站的保税物流区投入试运营，这是全国除深圳铁路深圳西保税车站和上海铁路集装箱中心站后第三个投入运营的铁路保税车站。
2014年兴珞铁路建设期间，团结村站货三区开建，当年6月30日启用。
2020年车站设有货物线15条。同年新建货8线并延长货5线。2023年又对货8线进行延长工程。